# Mayemba
Mayemba est un des villages composant le regroupement de Bembicani (un regroupement de villages) situé à 29 km de Lastoursville (département de Mulundu, province de l'Ogooué-Lolo, au Gabon), sur l'axe routier Lastoursville–Mounana,.
C'est un village de l'ethnie Wandji, créé par le chef Nganene[réf. nécessaire].